# Geocraft

El logotipo oficial de Geocraft.

GeoCraft es un servidor de Minecraft sin fines de lucro holandés dirigido por GeoFort . El GeoFort es un centro de ciencias y museo, ubicado en Herwijnen.
En el juego, los jugadores construyen la totalidad de los Países Bajos en Minecraft sobre la base de las formas cargadas de los edificios. Entre 2013 y 2015, todo el mapa se cargó con la ayuda del gobierno nacional, VU Amsterdam y Geodan. La intención original es brindar a los niños, principalmente entre 8 y 14 años, más conocimiento espacial.
Se han cargado alrededor de 1000 mil millones de bloques. Cada bloque sería de 1x1x1 metro en la vida real.

## Voluntarios
El juego está dirigido por voluntarios. La comunidad ahora tiene 400 alcaldes y concejales, 30 comisionados del rey, 3 comisionados y 6 ministros.

## Historia
GeoCraft comenzó como un servidor de construcción libre. Esta versión se ejecutó unos años antes de que se fundara GeoCraftNL. La primera versión no duró mucho. El primer día que el servidor estuvo en línea, el servidor falló y fue entregado al administrador actual, Koen Lemmen .
En la primera versión, todos los jugadores podían construir en cualquier lugar. Varias cosas habían sido destruidas y se estaban construyendo cosas no deseadas. Entonces se decidió asegurar el servidor. Desde entonces, los nuevos jugadores deben registrarse primero, luego pueden solicitar permisos para construir en un lugar a través del catastro de Minecraft.

## Los grados

### Jugadores
Gast (Huésped)
Un nuevo jugador que asume el rango de civil después de registrarse.
Burger (Civil)
Un jugador que puede pedirle mucho a un alcalde y construir allí.

### Personal
Wethouder (Concejal)
Un moderador en el servidor y da mucha información a los (nuevos) jugadores. Este rol solía llamarse "GeoLoco Mayor".
Burgemeester (Alcalde)
Un moderador que da mucho a Burgers.
Commissaris van de Koning (Comisionado del Rey) (CVDK)
Un miembro del personal que tiene permiso para un sistema con el que puede construir rápidamente ( WorldEdit ), también prestan atención a otros miembros del personal para saber si están haciendo su trabajo correctamente. La edad mínima es de 14 años.
Gedeputeerde (Diputado)
Los delegados están del lado de la tecnología, tienen los mismos permisos que los CVDK, pero crean complementos de Minecraft para el servidor. Puedes convertirte en diputado a cualquier edad.
Minister (Ministro)
Jefe de todo el personal, también gestiona los CVDK y los Comisionados. Los ministros tienen todos los permisos en el servidor. Este papel solía llamarse "Hijo del Rey".
Koning (Rey)
Koning Koen ( Koen Lemmen ) administra el servidor y también es el creador de GeoCraftNL. Tiene los mismos permisos y deberes que los Ministros.